# Retten i Odense
Retten i Odense er en byret i Odense, der dækker cirka halvdelen af Fyn, nemlig kommunerne Odense, Middelfart, Assens, Kerteminde og Nordfyns.
Retten består af 11 retsafdelinger og en forberedelsesafdeling, som behandler straffesager og civile sager. Samlet beskæftiger retten 84 medarbejdere, herunder 12 dommere.
Odense Retskreds forblev uændret ved retskredsreformen i 2007. Retten i Odense er desuden som bitingsted for Østre Landsret.

## Arkitektur
Retten har til huse i Odense Domhus, tegnet af Niels Jacobsen og indviet i 1921. Bygningen, der er i tre fløje, er opført i en streng symmetrisk stil. Den omslutter det tidligere tinghus, opført 1861.
Arkitekturen er inspireret af nationalromantikken, men der er færre udsmykninger end Jacobsens øvrige værker. Markant er dog inskriptionen over døren med ordene "Sandhed og retfærdighed." Der er desuden en granitsten med en udhugget krone. Nedenunder er en hånd, der med tre fingre oven på et kors viser edstegnet. Endelig fremgår årstallet 1920 - selv om huset blev indviet i 1921.